# Stichoplastoris asterix
Espèce
Synonymes
- Stichoplastus asterix Valerio, 1980

Stichoplastoris asterix est une espèce d'araignées mygalomorphes de la famille des Theraphosidae.

## Distribution
Cette espèce est endémique du Costa Rica.

## Publication originale
- Valerio, 1980 : Arañas terafósidas de Costa Rica (Araneae: Theraphosidae). III. Sphaerobothria, Aphonopelma, Pterinopelma, Citharacanthus, Crypsidromus  y Stichoplastus. Revista de Biología Tropical, vol. 28, p. 271-296.